# Heinrich-Heine-Straße (métro de Berlin)
Heinrich-Heine-Straße est une station du métro de Berlin à Berlin-Mitte, desservie par la ligne U8.

## Histoire
Elle a été construite en fin des années 1920 dans le style de la Nouvelle Objectivité. Elle a été inaugurée le 6 avril 1928 sous le nom de Neanderstraße. Elle a adopté son nom actuel le 31 août 1960. Du 13 août 1961 au 1er juillet 1990, c'était une station fantôme, due à la partition de la ville.
L'installation d'un ascenseur est prévue pour 2016.